# Can't Stop Won't Stop
Can't Stop Won't Stop es el álbum debut de la banda americana The Maine. Y fue lanzado a las tiendas legalmente el 8 de julio de 2008 por la distribuidora Fearless Records.

## Pistas
1. "Everything I Ask For" – 2:38
2. "We All Roll Along" – 3:49
3. "Girls Do What They Want" – 3:13
4. "I Must Be Dreaming" – 2:46
5. "Into Your Arms" – 3:59
6. "Time to Go" – 2:55
7. "This Is the End" – 2:54
8. "Whoever She Is" – 3:41
9. "Count'Em One, Two, Three" (The Maine, Ryan Osterman, Alex Ross) – 2:55
10. "Kiss and Sell" – 3:07
11. "You Left Me" – 3:29
12. "We'll All Be..." – 5:28

### Deluxe Edition
13. "The Way We Talk (Back Ted N-Ted Remix) [Bonus Track]"

14. "Pour Some Sugar On Me (Def Leppard Cover) [Bonus Track]"

15. "I Must Be Dreaming (Acoustic) [Bonus Track]"

### iTunes Bonus
13. "The Way We Talk (Remix)"